# The Call - Chi ha paura di Teo Mammucari?
The Call - Chi ha paura di Teo Mammucari? è stato un programma televisivo italiano di genere game show, andato in onda per tre puntate su Italia 1 nel dicembre 2010.
Il programma era stato registrato nel mese precedente, e dopo la prima visione è stato più volte replicato nel corso degli anni.

## Il programma

### Il gioco
Il gioco, ideato da Giovanni Benincasa e Teo Mammucari, il quale è anche il conduttore, prende spunto da un precedente programma condotto dallo stesso Mammucari su Rai 2, chiamato Libero. Ad ogni puntata partecipa una serie di singoli concorrenti, che per vincere il massimo premio devono superare 3 step costituiti da scherzi telefonici.

### Regolamento
Il concorrente deve portare a termine 7 scherzi telefonici con una scalata in un tempo prestabilito.
Se il concorrente supera un livello vince un premio; dopo il primo, può decidere se continuare o meno la sua scalata ai livelli successivi; se supera tutti e tre gli step, può contare nella vincita del Super Premio, che si tratta di una macchina.
Quando non riesce a compiere lo scherzo telefonico, il concorrente viene eliminato, lasciando subito il posto ad uno nuovo.
Gli scherzi vengono assegnati dal conduttore e può decidere se aiutare il concorrente nella missione o no. Con il superamento degli step e del livello, il concorrente scelto dovrà dare il massimo delle sue capacità affinché effettui lo scherzo anche senza l'aiuto di Mammucari.

### Ascolti
| Puntata | Data             | Ospiti                                                                                                | Telespettatori | Share |
| ------- | ---------------- | --- | -------------- | ----- |
| 1       | 3 dicembre 2010  | Massimo Boldi, Giampiero Mughini e Maddalena Corvaglia                                                | 1.743.000      | 8,14% |
| 2       | 10 dicembre 2010 | Giovanni Veronesi, Gianfranco Vissani, Enzo Salvi, Juliana Moreira, Marco Bazzoni e Cecilia Capriotti | 1.598.000      | 7,55% |
| 3       | 17 dicembre 2010 | Juliana Moreira, Enzo Salvi, Cecilia Capriotti, Rino Barillari, Gabriella Germani e Gabriella Labate  | 1.523.000      | 7,05% |

### Cast
Oltre al conduttore Teo Mammucari, nel cast fisso del programma troviamo la modella dominicana Marysthell García Polanco (nel ruolo della valletta) e sei (finte) "ballerine professioniste" (Micol Ronchi, Sarah Nile, Veronica Ciardi, Laura Drzewicka, Elena Morali e Carlotta Maggiorana) che spesso hanno lavorato nei varietà Mediaset di quel periodo.